# Bolesław III van Płock
Bolesław III van Płock (circa 1322 - Mělník, 20 augustus 1351) was vanaf 1336 hertog van Płock en vanaf 1345 hertog van de Mazovische districten Wizna en Sochaczew. Hij behoorde tot het huis Piasten.

## Levensloop
Bolesław III was de enige zoon van hertog Wenceslaus van Płock en Dannila van Litouwen, dochter van grootvorst Gediminas. Toen zijn vader in 1336 overleed, werd hij hertog van Płock. Omdat Bolesław echter nog minderjarig was, werden zijn ooms Ziemovit II en Trojden I regent. In 1340 werd hij volwassen verklaard, waarna hij zelfstandig kon beginnen regeren. Toen zijn oom Ziemovit II in 1345 kinderloos stierf, erfde Bolesław III ook de hertogdommen Wizna en Sochaczew. 
Aan het begin van zijn regering legde Bolesław een eed van trouw af aan koning Jan van Bohemen, die hem de volledige integriteit van zijn domeinen garandeerde, die tussen twee grootmachten lagen, het koninkrijk Polen en de Duitse Orde. Om zijn bescherming door Bohemen verder te zetten, legde Bolesław III op 30 september 1346 ook een eed van trouw af aan de nieuwe Boheemse koning Karel IV. In 1343 bevestigde Bolesław net als de andere hertogen van Mazovië het verdrag van Kalisz, waarbij ze het Kulmerland afstonden aan Oost-Pommeren. 
Tijdens de tweede helft van de jaren 1340 begon Bolesław echter afstand te nemen van de samenwerkingspolitiek met het koninkrijk Bohemen en begon hij toenadering te zoeken tot koning Casimir III van Polen. Op een gegeven moment benoemde hij Casimir zelfs tot zijn erfgenaam als hij zonder mannelijke nakomelingen zou sterven, wat duidelijk gericht was tegen de politiek van het huis Luxemburg dat Bohemen bestuurde.
In 1351 nam Bolesław net als Casimir III van Polen en koning Lodewijk I van Hongarije deel aan de militaire expeditie tegen zijn oom langs moederkant, grootvorst Kęstutis van Litouwen. Het was een compleet succes, vooral toen er op 15 augustus 1351 een wapenstilstand met de Litouwers ondertekend werd waarin ze het christendom accepteerden als staatsgodsdienst. Ook kwam de grootvorst als eregevangene onder het toezicht van Bolesław III. Algauw werd echter duidelijk dat Kęstutis niet zinnens was om het akkoord na te leven. Toen Bolesław hem begeleidde naar de Hongaarse hoofdstad Boeda, deden de Litouwse troepen een verrassingsaanval op hun transport en kwam Bolesław III om het leven nadat hij met pijl-en-boog beschoten was. Kęstutis kon daarop ontsnappen en kon met grote moeite zijn regeringsgebied bereiken. Bolesław III zelf werd bijgezet in de kathedraal van Płock.
Omdat Bolesław ongehuwd en kinderloos gebleven was, werden zijn gebieden na zijn dood verdeeld. Casimir III van Polen kreeg de districten Płock en Wizna, terwijl de districten Gostynin en Sochaczew naar zijn neven Ziemovit III en Casimir I gingen. Het koninkrijk Bohemen had het district Płock echter aan Bolesławs schoonbroer, hertog Hendrik V van Sagan, gegeven. Hendrik V kon de bezittingen van Bolesław III nooit veroveren.